# 武季梅
武季梅（1941年1月26日—），女，祖籍河南巩县，生于北京，中国舞蹈艺术家，九三学社社员，曾任中国艺术研究院研究员，中国艺术研究院中国定位法舞谱应用科学研究中心主任，第七、八、九、十屆全国政协委员。定位法舞谱发明者（与音乐家高春林合作）。

## 生平
1941年生于北京，祖籍河南巩县。

## 家庭
父亲武兆發为中国生物学家。